# Karl Hempel (Politiker)
Karl Hempel (* 12. August 1827 in Bromberg; † 18. August 1899 ebenda) war Gutsbesitzer und Mitglied des Deutschen Reichstags.

## Leben
Hempel besuchte das Bromberger Gymnasium und wurde auf Gütern der Provinz Posen, Sachsen und Hannover zum Landwirt ausgebildet. 1850 besuchte er zwei Semester zur theoretischen Ausbildung auf der landwirtschaftlichen Akademie in Jena. 1851  übernahm er nach dem Tode seines Vaters das Gut Grostwo, welches den Namen "Hempels Feld" bekam und 1858 der Stadt Bromberg eingemeindet wurde. Von 1868 bis 1880 war er Stadtverordneter, ab Oktober 1880 als Stadtrat tätig. Weiter war er Mitbegründer und Vorstands-Mitglied der Bromberger Gewerbebank und Vorstand der Netzewiesen-Meliorations-Genossenschaft.
Von 1881 bis 1884 war er Mitglied des Deutschen Reichstags für den Wahlkreis Regierungsbezirk Bromberg 3 (Bromberg-Stadt) und die Deutsche Fortschrittspartei. Zwar wurde die Wahl 1882 für ungültig erklärt, jedoch konnte sich Hempel in der Ersatzwahl im August 1882 erneut durchsetzen.